# Galattosio
Il galattosio è un composto chimico organico appartenente alla classe dei glucidi, nello specifico è un monosaccaride (o zucchero semplice) aldoso, epimero  del glucosio: ciò significa che l'unica differenza fra i due esosi è nella posizione dell'-OH sul C-4. Spesso è studiato dalla scienza dell'alimentazione e nel metabolismo umano e animale.
Il D-Galattosio viene prodotto in piccole quantità dal nostro organismo e viene utilizzato per la sintesi di polimeri complessi.
La maggior parte del galattosio usato dal nostro organismo ha un'origine alimentare; esso è infatti il costituente di un importante e diffuso disaccaride: il lattosio (lo zucchero del latte).
Quando la quantità di galattosio introdotta con gli alimenti supera i bisogni dell'organismo, esso viene utilizzato per produrre energia; per assolvere a questa funzione il galattosio deve essere prima convertito in glucosio.

## Metabolismo del galattosio
Viene trasformato in glucosio a livello del fegato per azione di due enzimi tra cui la galattochinasi e la galattosio-1-fosfato uridiltransferasi. Una deficienza di questo enzima è detta galattosemia, una malattia genetica, in cui il galattosio non può essere convertito in glucosio in quanto manca la molecola che permette di realizzare questa conversione. I bambini affetti da questa malattia devono evitare assolutamente di bere latte, perché il galattosio in eccesso nella circolazione sanguigna danneggerebbe in maniera irreparabile il sistema nervoso; solo una diagnosi molto precoce della malattia (entro i primi cinque giorni di vita) può salvaguardare questi bambini da una morte prematura.
Oggi è possibile diagnosticare questa malattia sottoponendo tutti i neonati ad uno screening che ricerchi questa, e altre malattie del metabolismo, prelevando semplicemente dal tallone del neonato poche gocce di sangue ed analizzandole.
Viene legato (da solo o in associazione con N-acetilglucosammina) da una classe di proteine chiamate galectine.